# Osieczna (gmina, Grande-Pologne)
Osieczna est une gmina mixte du powiat de Leszno, Grande-Pologne, dans le centre-ouest de la Pologne. Son siège est la ville d'Osieczna, qui se situe environ 10 km au nord-est de Leszno et 58 km au sud de la capitale régionale Poznań.
La gmina couvre une superficie de 128,64 km2 pour une population de 8 576 habitants en 2006.

## Géographie

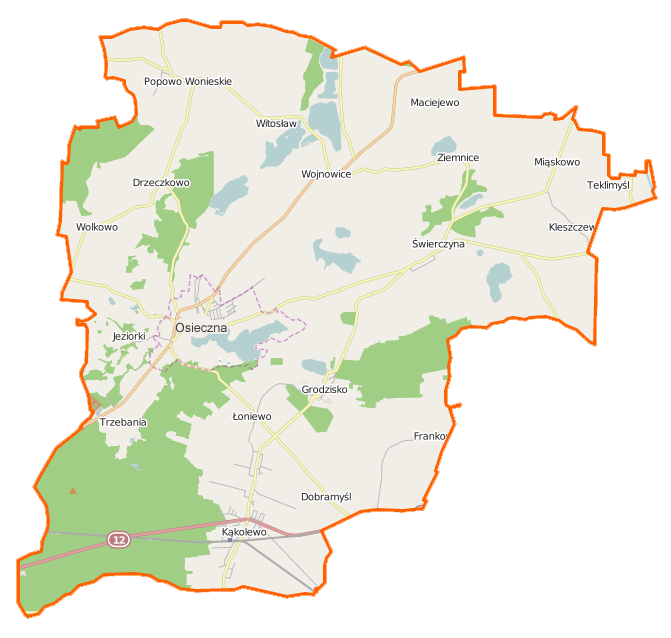
Plan de la gmina.

Outre la ville d'Osieczna, la gmina inclut les villages et les localités de :
- Adamowo
- Dobramyśl
- Drzeczkowo
- Frankowo
- Grodzisko
- Jeziorki
- Kąkolewo
- Kąty
- Kleszczewo
- Łoniewo
- Maciejewo
- Miąskowo
- Popowo Wonieskie
- Świerczyna
- Trzebania
- Witosław
- Wojnowice
- Wolkowo
- Ziemnice

### Gminy voisines
La gmina d'Osieczna est bordée des gminy de :
- Krzemieniewo
- Krzywiń
- Leszno
- Lipno
- Rydzyna
- Śmigiel

## Structure du terrain
D'après les données de 2002 la superficie de la commune d'Osieczna est de 128,73 km2, répartis comme tel :
- terres agricoles : 64 %
- forêts : 23 %

La commune représente 16 % de la superficie du powiat.

## Démographie
Données du 30 juin 2004 :
| Description        | Total  | Total | Femmes | Femmes | Hommes | Hommes |
| ------------------ | ------ | ----- | ------ | ------ | ------ | ------ |
| Unité              | Nombre | %     | Nombre | %      | Nombre | %      |
| population         | 8 552  | 100   | 4 343  | 50,8   | 4 209  | 49,2   |
| Densité (hab./km2) | 66,4   | 66,4  | 33,7   | 33,7   | 32,7   | 32,7   |